# 팝잇
팝잇(영어: Pop It) 또는 푸쉬팝 버블(영어: Push Pop bubble)은 뽁뽁이를 모티브로 해서 실리콘으로 만든 피젯 토이의 일종으로 스트레스 해소에 도움을 준다.
누르기용 반구가 있는 고무 또는 실리콘 장난감으로 딸깍 소리가 나는 장난감이다.

## 기원

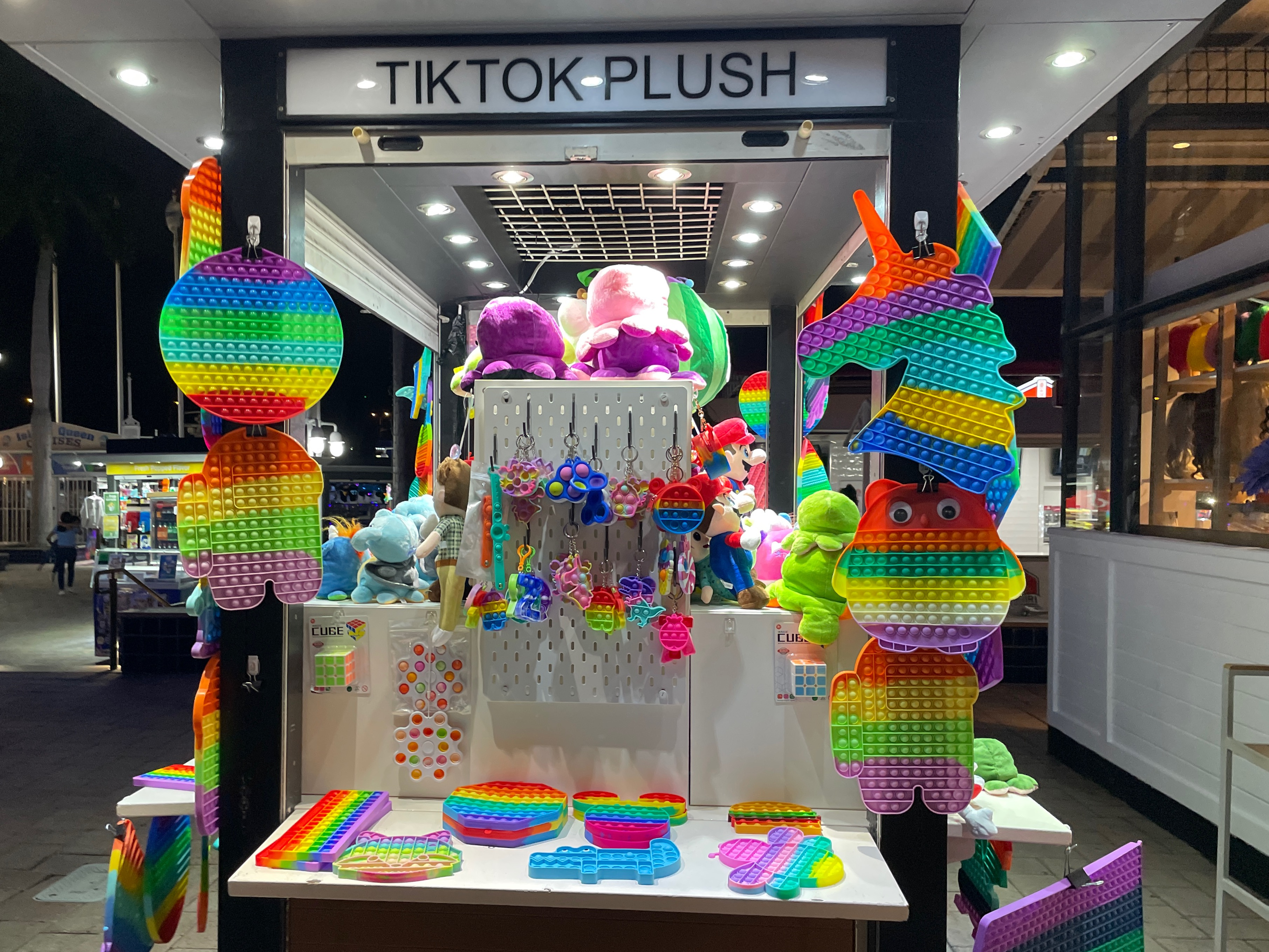
플로리다 마이애미에서 팝잇 판매

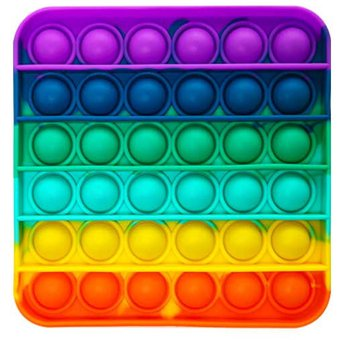
팝잇 피젯 토이

팝잇은 1975년 테오라 디자인의 오라 코스터와 테오라에 의해 발명되었다.
처음에는 고무 구조 때문에 대량 생산이 비쌌기에 이 장난감을 제조할 회사가 없었다. 2009년 몬트리올에 본사를 둔 폭스 마인드 게임스에 인수되었다. 많은 연구 끝에 제품 재료는 실리콘으로 바뀌었다. 2019년 폭스 마인드는 버팔로 게임스, LLC와 제휴하여 "팝 잇"이라는 이름으로 독점 계약을 맺었다. 폭스 마인드가 인플루언서들에게 접근한 후, 그 장난감은 폭발적인 인기를 끌었다.

## 같이 보기
- 다마고치
- 스마트 토이
- 슬라임
- 장난감